# Meijinhos
Meijinhos is een plaats (freguesia) in de Portugese gemeente Lamego en telt 117 inwoners (2001).